# The Metals Company
TMC the metals company Inc. plus connue sous le nom commercial The Metals Company, anciennement DeepGreen Metals, est une société canadienne crée pour l'exploration et l'exploitation minière des fonds marins en haute-mer. La société vise principalement l'extraction de nodules polymétalliques dans la zone Clarion-Clipperton (CCZ) du Pacifique, malgré une forte opposition locale et des organisations environnementales.

## Historique
En 2021, DeepGreen Metals a été acquise par Sustainable Opportunities Acquisition Corp (SOAC) dans le cadre d'un accord de 2,9 milliards de dollars,. 
En avril 2021, bien que TMC soit désormais cotée au Nasdaq, Baird Maritime note que TMC n'a aucun revenu ni production, et souligne les efforts de commercialisation risqués de la société : « personne n'a réussi à récolter commercialement le nickel, le cuivre, le manganèse et le cobalt des nodules à 4 500 mètres de profondeur depuis que l'intérêt pour l'exploitation minière des fonds marins a commencé à se faire sentir dans les années 1970 ».
En 2023, sa filiale Nauru Ocean Resources Inc. (NORI) dépose une demande d'exploitation auprès de l'Autorité internationale des fonds marins (AIFM).
En 2025, l'entreprise poursuit son lobbying pour ouvrir les grands fonds marins à l’exploitation minière. Elle cherche le soutien de la Maison blanche, et de la seconde administration Trump. Alors que les pourparlers se poursuivent au sein de l'Autorité internationale des fonds marins (AIFM, qui travaille sous l'égide de la Convention des Nations unies sur le droit de la mer (1982), signée et ratifiée par Nauru et plus de 160 autres pays, mais pas par les États-Unis), TMC cherche le soutien de Donald Trump, dont le second programme politique, conformément au projet 2025, vise à faire reculer les protections environnementales, en particulier en démantelant la National Oceanic and Atmospheric Administration (NOAA) et en encourageant l'exploitation des ressources du sous-sol (« fore, bébé, fore ») et des fonds marins. TMC estime avoir accumulé « suffisamment de connaissances » pour « gérer les risques environnementaux », et envisage de déposer une demande d’exploitation au deuxième trimestre 2025 auprès de la NOAA, alors que l’agence est fragilisée, malgré l'opposition du conseil de l’AIFM. Le PDG estime dans un communiqué que les États-Unis « offrent une voie réglementaire stable, transparente et applicable » . Cette annonce est faite alors que TMC rencontre est en difficulté financière,. En avril 2025, elle demande un permis concernante la zone Clarion–Clipperton (en), entre Hawaï et le Mexique. 

## Critiques
Les observateurs du secteur ont remis en question le positionnement « vert » de l'entreprise,. 
Le Wall Street Journal note que le PDG (Gerard Barron) avait précédemment soutenu une autre société d'exploitation minière en eaux profondes qui « a perdu un demi-milliard de dollars d'investissements, s'est retrouvée en conflit avec un gouvernement du Pacifique Sud, a détruit des habitats marins sensibles, pour finalement faire faillite ».
De nombreux scientifiques s'inquiètent des risques induits par l'exploitation minière en eaux profondes,. En réponse aux projets de DeepGreen à Nauru, plus de 400 scientifiques s'y sont opposés dans une tribune, affirmant que cela entraînerait une « perte de biodiversité et de fonctionnement des écosystèmes qui serait irréversible à l'échelle de plusieurs générations »,. 
DeepGreen a publié une lettre ouverte défendant ses pratiques, après que quatre sociétés, BMW, Volvo, Google et Samsung SDI, ont soutenu un appel du WWF en faveur d'un moratoire sur les activités d'extraction.
En 2024, l'entreprise a fait l'objet d'une enquête minutieuse dans un épisode de Last Week Tonight with John Oliver.

## Découverte de l'oxygène noir
Alors qu'elle finançait indirectement la mission scientifique qui a abouti à la découverte controversée de l'oxygène noir, TMC a sévèrement critiqué l'étude menée par Andrew Sweetman, qui a répondu en précisant les méthodes utilisées et réaffirmant leur robustesse.